# Gare de Watford Junction
La gare de Watford Junction est une gare ferroviaire du Royaume-Uni, située à proximité du centre de la ville de Watford dans le Hertfordshire en Angleterre. 
Elle est desservie par la West Coast Main Line et le London Overground. Pour se rendre à Londres, il faut entre 16 et 25 minutes.

## Histoire
Le 25 janvier 1975, un train express venant de Manchester et allant à Euston a déraillé au sud de la gare.